# Município de Clark (condado de Holmes, Ohio)
Localização do Ohio nos E.U.A.
O município de Clark (em inglês: Clark Township) é um local localizado no condado de Holmes no estado estadounidense de Ohio. No ano 2010 tinha uma população de 4080 habitantes e uma densidade populacional de 45,58 pessoas por km².

## Geografia
O município de Clark encontra-se localizado nas coordenadas 40° 28′ 53″ N, 81° 44′ 21″ O. Segundo a Departamento do Censo dos Estados Unidos, o município tem uma superfície total de 89.52 km², da qual 89,41 km² correspondem a terra firme e (0,12 %) 0,11 km² é água.

## Demografia
Segundo o censo de 2010, tinha 4080 pessoas residindo no município de Clark. A densidade de população era de 45,58 hab./km².